# Lundby schacksällskap
Lundby Schacksällskap är en schackklubb på Hisingen i Göteborg. Klubben grundades 1914.
Klubben är medlem i Göteborgs Schackförbund och har verksamhet för både juniorer och seniorer. Klubben spelar i det allsvenska seriesystemet för schack, sedan 2015 tillsammans med Götaverkens SK som Hisings-Alliansen Götaverken/Lundby med tre lag i allsvenskan och ett lag i distriktsserien, Göteborgsserien. Klubbens förstalag spelade säsongen 2015/16 i division två, grupp 5. Säsongen 2007/08 spelade klubbens förstalag i Superettan, den näst högsta schackserien (Elitserien är den högsta serien) i Sverige.
Klubben har vunnit distriktsmästerskap vid flera tillfällen, bland annat lag-DM i snabbschack 2004/05 och lag-DM i blixt 2000/01.
Lundby schacksällskap arrangerade schack-SM i Göteborg 1975.
Klubben har genom åren fostrat flera spelare som spelat i allsvenskan, bland annat Anton Åberg, svensk juniormästare i schack 1990.